# Chase (Wisconsin)
Chase – miasto w Stanach Zjednoczonych, w stanie Wisconsin, w hrabstwie Oconto.